# Pedro Escudero
Pedro Escudero (Mombuey, Zamora, 17 de desembre de 1791 - París, França, 8 de maig de 1868) fou un violinista i notable tenor espanyol.
A conseqüència d'una sensible mutilació que sent infant li infligí un garrí, fou anomenat el Castrado. Quan la invasió francesa, era infant de cor de la catedral de Valladolid i un cap d'aquell exèrcit, admirat per les seves aptituds musicals, se l'emportà al seu país.
Després d'haver recorregut triomfalment la principals capitals d'Europa, es presentà per primera vegada al públic de Madrid el 1830, sent entusiàsticament aplaudit en unió del cèlebre pianista Pedro Albéniz.
Aquell mateix any fou nomenat professor del Conservatori de París, però dimití tres anys més tard per a dedicar-se exclusivament a donar concerts. També fou un notable tenor.